# Ilona Schultz
Ilona Schultz (* 1973 in Walsrode) ist eine deutsche Filmproduzentin.

## Leben
Ilona Schultz studierte von 2002 bis 2004 Filmproduktion an der Universität Hamburg. 2006 gründete sie mit Ulrike Grote die Filmproduktionsgesellschaft Fortune Cookie. Hier realisierte sie das Drama Was wenn der Tod uns scheidet? und den Dokumentarfilm Wärst Du lieber tot? 2012 folgte der Film und die Fernsehserie Die Kirche bleibt im Dorf.

## Filmografie (Auswahl)
- 2008: Was wenn der Tod uns scheidet? (+ Drehbuch)
- 2009–2013: Der Kommissar und das Meer (Fernsehserie, 7 Folgen)
- 2010: Wärst Du lieber tot? (Dokumentarfilm)
- 2012: Die Kirche bleibt im Dorf
- 2013–2018: Die Kirche bleibt im Dorf (Fernsehserie, 30 Folgen)
- 2015: Täterätää! – Die Kirche bleibt im Dorf 2
- 2015: Stella (Min lilla syster)